# Шимшилакеді (Зестафонський муніципалітет)
Шимшикеладі (груз. შიმშილაქედი) — село в Грузії.
За даними перепису населення 2014 року в селі проживає 439 осіб.